# Antonín Dvořák
Antonín Leopold Dvořák ([ˈantɔɲiːn ˈlɛɔpɔld ˈdvɔr̝aːk] (fil), född 8 september 1841 i Nelahozeves, död 1 maj 1904 i Prag, var en tjeckisk tonsättare som skrev klassisk romantisk musik och använde sig av element från folkmusiken i Mähren och sitt hemland Böhmen.
Hans mest kända verk är Symfoni nr 9 "Från nya världen" (särskilt largosatsen), Slaviska danser, Stråkkvartett nr 12 och Cellokonsert i h-moll, men han komponerade i nästan alla genrer och skapade mästerverk i dem alla. Han är sannolikt den mest betydande kompositören av stråkkvartetter mellan Franz Schubert och Béla Bartók.
Dvořák anses vara den mest allsidiga av de stora tjeckiska komponisterna från 1800-talet. Hans musik blev snabbt populär över hela Europa, men också i USA där han arbetade i tre år som dirigent och lärare. Han efterlämnade många ofullbordade verk.

## Biografi

### Uppväxt och ungdom

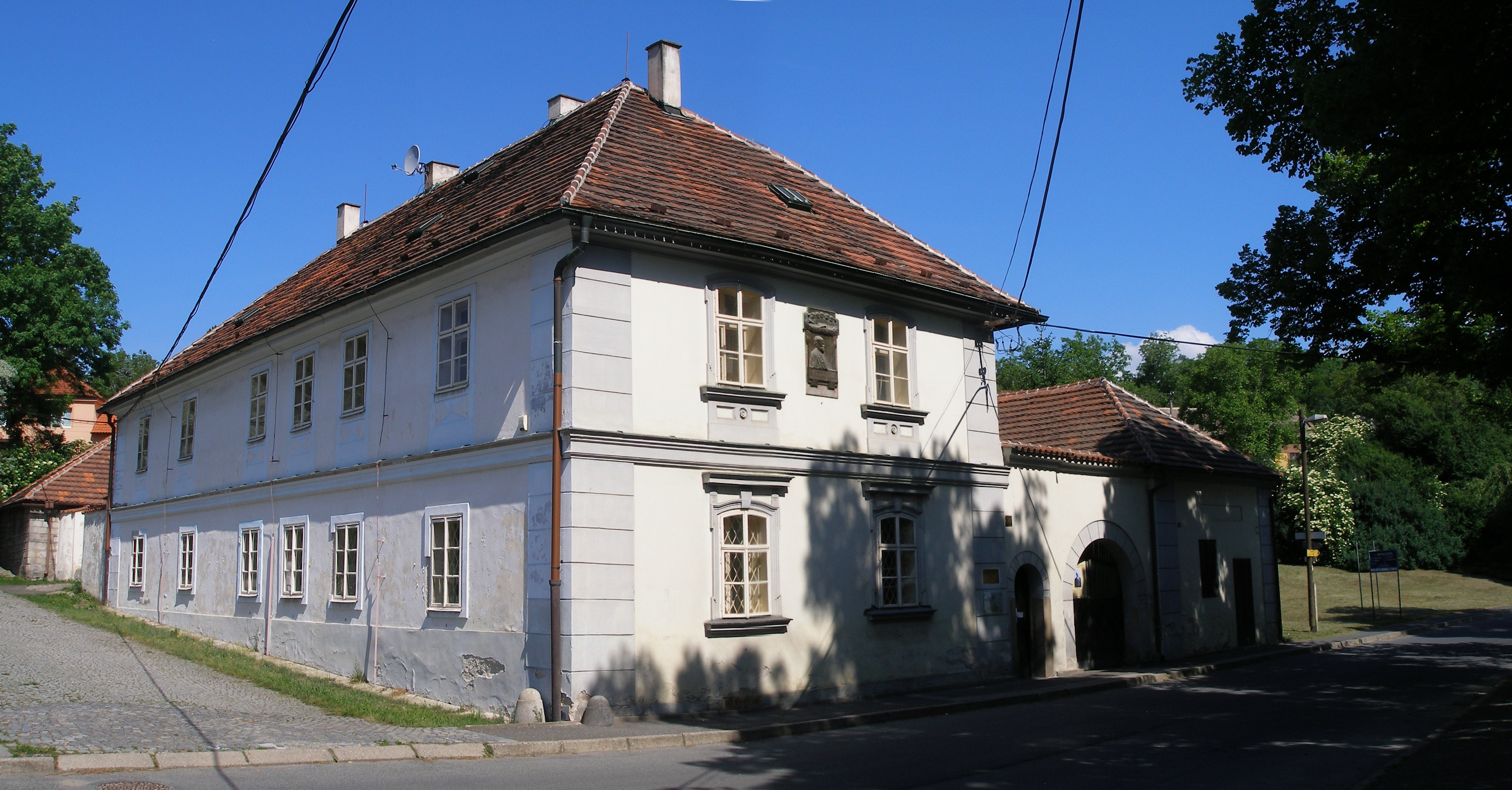
Antonín Dvořáks födelseplats i Nelahozeves.

Antonín Dvořák föddes i byn Mühlhausen (numera Nelahozeves) i Böhmen. Fadern, František Dvořák (1814–1894), drev ett värdshus och en slakteributik som han ärvt från sin far. På äldre dar lämnade han ifrån sig slakteributiken och tjänade sitt uppehälle som cittraspelare. Musikaliteten kom från faderns familj: även två farbröder var yrkesmusiker (trumpetare och violinist). 17 november 1840 hade František gift sig med Anna Zděnková (1820–1882), som var dotter till en slottsförvaltare, och Antonín var deras första barn av sammanlagt nio.
Dvořák började i skolan sex år gammal och fick sin första undervisning i fiolspel av läraren Joseph Spitz. 1853 flyttade han till Slonitz för att lära sig tyska, en nödvändighet för den som ville nå framgång i Böhmen på den tiden. Han fick undervisning i piano- och orgelspel av kantorn Antonín Liehmann och spelade i dennes orkester. Dessutom vikarierade Dvořák som organist och började komponera. Även om Liehmann enligt Dvořáks egen utsago var både sträng och hetsig, satte han stort värde på honom, och skrev senare operan Jakobín (Jakobin) som ett minnesmärke över den stränga läraren.
På hösten 1856 reste Dvořák till Böhmisch Kamnitz, antagligen för att bli bättre på tyska och förbereda sig för att börja på den tyskspråkiga orgelskolan i Prag. Från oktober 1857 gick han under två år i orgelskola vid sidan av skolgången i Franziskaner Klosters zu Maria Schnee, samtidigt som han spelade viola i Orchester des Cäcilienvereins under ledning av Anton Apt. Dvořák blev utexaminerad från orgelskolan 1859 som näst bäst i sin kull.

### De första åren som yrkesmusiker

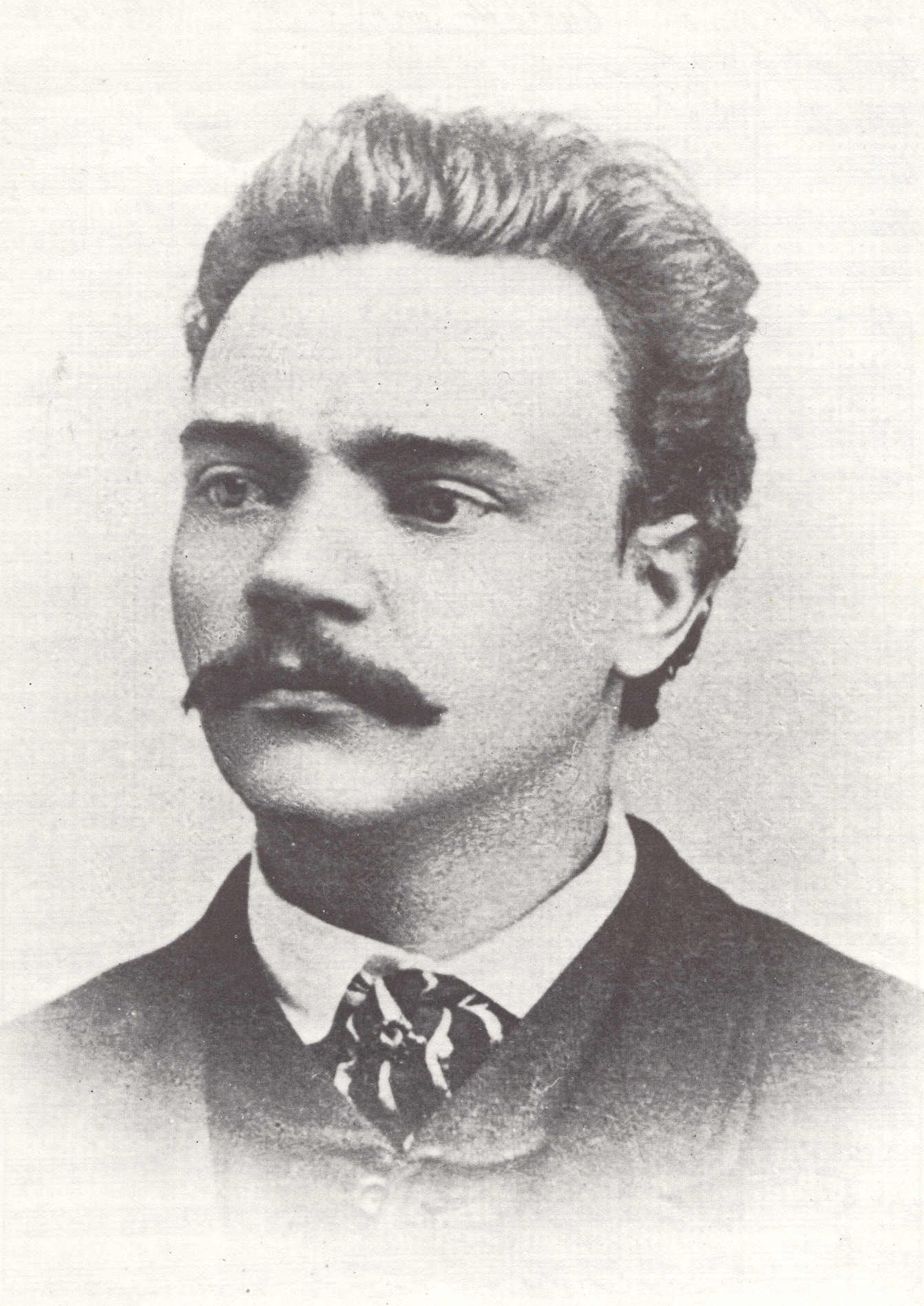
Antonín Dvořák 1868.

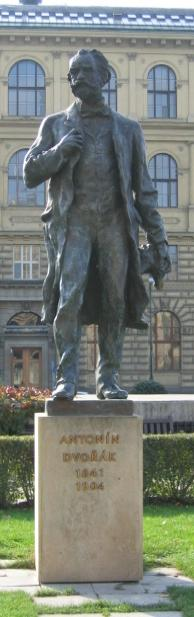
En staty av Antonín Dvořák i Prag.

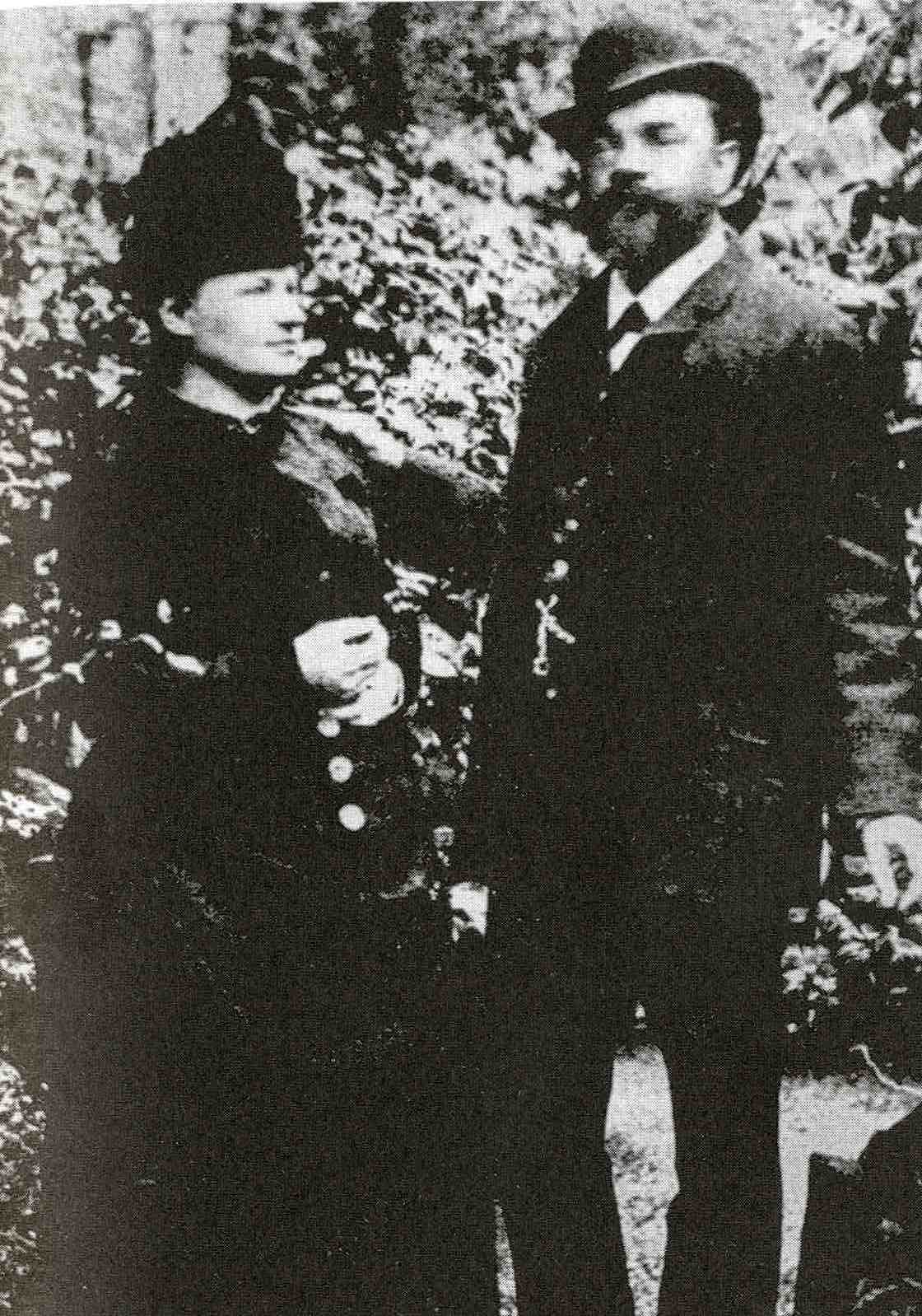
Dvořák med sin hustru Anna i London, 1886.

Hans första försök att få en organistanställning misslyckades, så från sommaren 1859 arbetade han som violast i en orkester som spelade potpurrier, ouvertyrer och danser i kaféer och på offentliga platser.
På så vis levde Dvořák som musiker i mer än elva år utan att offentligt gå ut med sina kompositioner. Mycket av det han skrev vid den här tiden gick förlorat eftersom han brände upp det han inte tyckte om. Om man ska döma efter de verk som är bevarade, ser det ut som om han utvecklat sin kompositionsstil autodidaktiskt och närmast planmässigt genom att börja med Mozart över Mendelssohn och Schumann tills han nådde fram till Wagner vid slutet av 1870-talet. Formmässigt låg tyngdpunkten på stråkkvartetter.
Från 1865 var Dvořák förste altviolinist i operaorkestern som höll till i det nyöppnade Prags Interimsteater. Detta var den första teater där nationellt präglade tjeckiska operor och skådespel kunde uppföras. Bedřich Smetana spelade en viktig roll i denna miljö, och fick 1866 framfört sina operor Braniboři v Čechách ("Brandenburgarna i Böhmen") och "Prodaná nevěsta" (Brudköpet) på Interimsteatern.
Vid sidan av arbetet vid teatern gav Dvořák pianolektioner. Bland hans elever fanns systrarna Josefina och Anna Čermáková. Han förälskade sig i den sextonåriga Josefina, men hon gifte sig med en annan. Åtta år senare, 17 november 1873, gifte sig Dvořák med den yngre systern Anna som då var nitton år.

### På väg mot offentligheten
1870 skrev Dvořák sin första opera Alfred med ett libretto på tyska av Theodor Körner. Denna blev aldrig framförd under Dvořáks levnad och är närmast att betrakta som ett försöksarbete. Det första verk som var menat för offentligheten var operan "Král a uhlíř" (Kungen och kolaren), op. 14 med ett libretto på tjeckiska av Bernhard J. Lobeský. För att få mer tid att komponera sade han i juli 1871 upp sin anställning som orkestermusiker. Samtidigt som han komponerade uppförde han under åren 1871 till 1873 lieder, kammarmusikaliska verk och den patriotiska hymnen Dědicové bilé hory ("Hymnus – Det vita bergets arvingar") för kör och orkester som fick ett väldigt gott mottagande, och som blev hans genombrott. 
Operan "Kungen och kolaren" hade han däremot mindre lycka med. Repetitionerna på Interimsteatern avbröts snabbt eftersom operan var för svår. Dvořák tänkte efter detta över sin kompositionsstil och vände sig bort från "den nytyska skolan". Han skrev om operan och uppförde den med stor framgång i november 1874. 
1874 började Dvořák undervisa på en privat musikskola och i februari fick han en anställning som organist som han behöll till februari 1877.

### Internationellt genombrott
Under åren 1874 till 1877 fick Dvořák ett årligt stipendium. Medlemmar av stipendiekommittén var Eduard Hanslick, senare också Johannes Brahms. Brahms hjälpte Dvořák fram till dennes slutliga genombrott genom att kontakta förläggaren Fritz Simrock (1838–1901) så att Simrock gav ut den första delen av Slovanský tance ("Slaviska danser"). Denna samling duetter för violin och piano publicerades 1878 med omedelbar succé. Samtidigt blev det starten på en livslång vänskap mellan de två tonsättarna.

### Utlandsresor
Dvořáks Stabat Mater (1880) framfördes utomlands, och efter en lyckad uppsättning 1883 inbjöds han av Philharmonic Society till London där han 1884 framförde och dirigerade stycket med stor framgång. Symfoni nr 7 skrevs för London, och uppfördes där första gången 1885. De följande året skrev han också två beställningsverk till respektive Birmingham och Leeds: den dramatiska kantaten Svatební košile ("Spökbruden") och oratoriet Svatá Ludmila ("Den heliga Ludmila"), det första oratoriet med tjeckisk text.
Efter sin första resa till London skaffade sig Dvořák ett sommarhus precis utanför Vysoká där han långt från staden kunde odla sin förkärlek för naturen. Från 1887 höll han en låg profil i offentligheten och åtog sig färre uppdrag. Under denna period omarbetade han äldre verk och skrev operan Jakobinen.
I början av 1889 företog Dvořák en konsertresa till Moskva och Sankt Petersburg efter en inbjudan från det kejserliga ryska musiksällskapet. Tillbaka i Prag blev han utnämnd till hedersdoktor vid Karlsuniversitetet, och i oktober 1890 tillträdde han slutligen en anställning som professor vid Musikkonservatoriet i Prag som han tidigare hade avböjt på grund av andra förpliktelser.
1891 tilldelades han Järnkroneorden av 3:e klassen av kejsar Frans Josef i Wien, han blev ledamot av Vetenskapsakademien i Prag och hedersdoktor vid Universitetet i Cambridge och vid det tjeckiska universitetet i Prag.

### I den nya världen
I september 1892 tillträdde Dvořák som direktör för National Conservatory of Music i New York. Initiativtagare till erbjudandet var filantropen Jeannette Thurber som grundade National Conservatory of Music 1885 (nedlagt 1911). Anställningen var välavlönad (15 000 dollar/år), något som var nödvändigt eftersom Dvořák också måste finna en lösning för sin familj under den långa vistelsen. Hustrun, dottern Otilie och sonen Antonín följde med till USA, men de andra fyra barnen reste bara över under sommarmånaderna 1893. Denna sommar tillbringade familjen i den tjeckdominerade staden Spillville i Iowa dit några av hans syskonbarn tidigare hade immigrerat. Där komponerade han Stråkkvartett nr 12 i F-dur (den "amerikanska"), Stråkkvintett nr 3 i Ess-dur och Sonatin i G-dur for violin och piano.
Thurbers stora idé var att USA skulle frigöra sig från den europeiska konstmusiken och skapa sitt eget nationella amerikanska konstidiom. Dvořák blev begeistrad över denna idé och studerade spirituals och indianernas musik som han menade måste vara grunden för en egen amerikansk musik. I lätt modifierad form fann ett urval av sådana melodier vägen till Symfoni nr 9 och eftersom några av rötterna till den amerikanska kulturen ligger i den gamla världen tog han med delar av europeiska folksånger.
Dvořák skrev flera av sina mest kända verk för New York: Symfoni nr 9 "Från nya världen", Te Deum och Stråkkvartett nr 12 op. 96. Inflytandet från Amerika visar sig i bruket av pentatoniska skalor, sänkta inledningstoner och synkopering.
Kompositionsundervisning var en av huvuduppgifterna för Dvořák vid konservatoriet. En av eleverna var den amerikanske komponisten och pianisten Rubin Goldmark (1872–1936).

### Tillbaka från Amerika
Dvořáks kontrakt var på två år, och hade förlängts med ytterligare två år. Ändå reste han hem igen redan i april 1895. En av orsakerna kan ha varit att mecenaten Thurbers finansiella situation hade försämrats dramatiskt under den ekonomiska krisen och Dvořák var flera gånger tvungen att vänta på löneutbetalningen. Dvořák förklarade själv hemresan med hemlängtan och hänsyn till barnen som var tillbaka i Prag, och som hans hustru inte ville vara hemifrån. Det spelade nog också in att han blivit hedersmedlem i Gesellschaft der Musikfreunde i Wien och på det hela taget kunde glädja sig åt ett ökande anseende i Europa. 
Först tillbragte Dvořák några lugna månader på sommarstället utanför Vysoká. I november återupptog han sin verksamhet vid Akademien för musisk konst i Prag. Han övervägde en tid att flytta till Wien där han erbjudits en tjänst vid konservatoriet, men valde att stanna i Prag. Vid denna tid skrev han sina sista stråkkvartetter.

### Symfoniska dikter
1896 vände sig Dvořák från den absoluta musiken för att koncentrera sig på symfoniska dikter, en musikform som hade spelat en viktig roll i striden om den nytyska skolan runt Liszt och Wagner. Han hade visserligen redan skrivit verk med programmatiskt innehåll. Framför allt gällde detta Poetické nálady ("Poetiska stämningsbilder") för piano som han själv betecknade som "programmusik, men i Schumannsk anda", och pianotrion "Dumky", båda från 1889.
Under loppet av ett år skrev han nu Vodník ("Vattumannen"), Polednice ("Middagshäxan"), Zlatý kolovrat ("Den gyllene spinnrocken") och Holoubek ("Skogsduvan"), alla efter ballader ur den tjeckiske diktaren Karel Jaromír Erbens samling Kytice. Dvořák gav åhörarna en sammanfattning av handlingen i prosaform. Året efter kom Píseň bohatýrská ("Heldenlied") som han inte förklarade explicit, utan i ett brev. 

### De sista åren

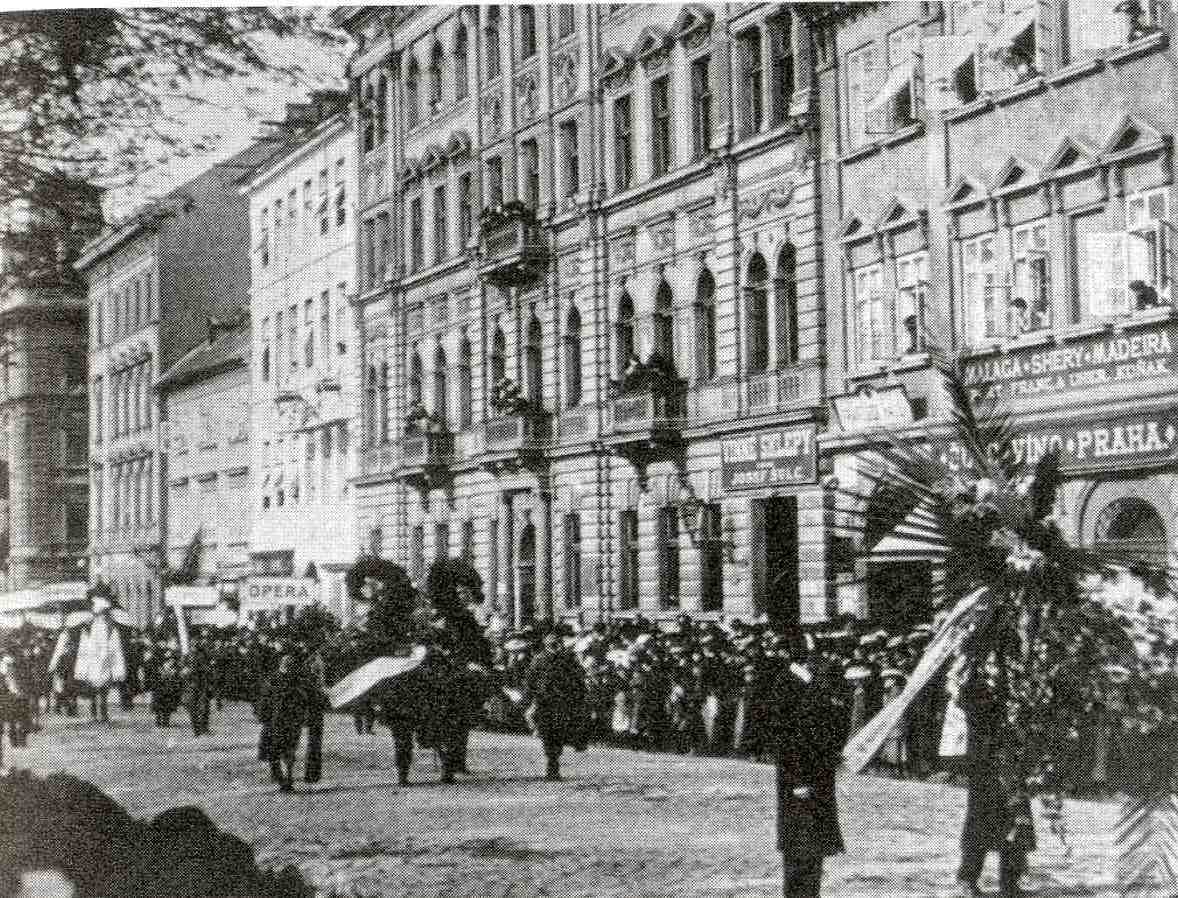
Dvořáks jordfästning den 5 maj 1904.

Dvořák hade nu slutat att skriva kammar- och orkestermusik. Under sina sista år komponerade han nästan bara operor: 1898 Čert a Káča (Djävulen och Katja), Rusalka (1900) och Armida (1902–1903).
Under uruppförandet av Armida var Dvořák tvungen att lämna teatern på grund av ett plötsligt illamående. Han led av en smärtsam leversjukdom. Omgiven av sina närmaste dog Dvořák av stroke den 1 maj 1904. Flera tusen följde processionen under begravningen den 5 maj. Han vilar på Vyšehrad-kyrkogården i Prag under en byst, gjord av den tjeckiske bildhuggaren Ladislav Šaloun.

## Eftermäle
Nedslagskratern Dvořák på planeten Merkurius och asteroiden 2055 Dvořák är uppkallade efter honom.

## Verk
Se även: Verkförteckning för Antonín Dvořák.
Dvořák skrev musik i många olika former. Hans nio symfonier håller sig i stort till klassiska modeller som Beethoven skulle känt igen, men han arbetade också med den nyutvecklade formen symfonisk dikt, och inflytande från Richard Wagner kan spåras i några verk.
Dvořák kombinerade element från wienklassicismen och romantiken med folkmusikaliska melodier och rytmer. Hans personliga stil präglas mer av nyorienteringar än av en lineär utveckling. Medan han i sina yngre år orienterade sig mot Mozart och Beethoven försökte han efter 1873 finna sin egen nationella stil. I de två slaviska kompositionsperioderna (1876–1881 och 1886–1891) skapade han inte verk med klassisk prägel, utan med inslag av det tjeckiskt-folkloristiska. Verken han skrev i USA försökte han ge en typisk amerikansk kolorit, och mot slutet av livet ägnade han sig åt programmusik och opera.
De nio symfonierna hör till hans huvudverk, likaledes Cellokonsert i h-moll op. 104, Stabat Mater, Requiem, talrika kammarmusikverk, de sexton slaviska danserna och operan Rusalka. 
I Dvořáks mångskiftande kompositioner fann tjeckisk musik sin nationella identitet. Det som Bedřich Smetana hade påbörjat med nationellt material och folkloristiska drag i några av sina operor och cykeln Má vlast (Mitt fosterland) tog Dvořák vidare till en kulmen. Oberörd av ideologiska strömningar gick han sin egen väg och beundrade såväl Richard Wagner som Johannes Brahms.

### Numrering
Många av Dvořáks verk fick opusnummer, men de hade inte alltid nummer som följde kompositions- eller publiceringsordningen. För att uppnå en bättre försäljning föredrog några förläggare (som Simrock) att ge intryck av att en färsk komponist redan var väletablerad genom att ge tidiga verk högre opusnummer än deras kronologiska ordning egentligen medgav. I andra fall kom samma opusnummer att ges till flera verk, och det hände också att samma verk fick upp till tre olika nummer. Bättre blev det inte heller av att symfonierna från början numrerades i publicerings- och inte i kompositionsordning. De fyra först komponerade symfonierna publicerades efter de fem sist komponerade och de sista fem publicerades inte i den ordning som de komponerats. Till exempel hade symfonien Från nya världen först nr 5, senare nr 8 och fick först efter en katalogisering på 1950-talet slutligen nr 9.
Alla Dvořáks verk katalogiserades kronologiskt av Jarmil Burghauser i Antonín Dvořák. Thematic Catalogue. Bibliography. Survey of Life and Work (Export Artia, Prague, 1960). I Burghausers katalog har symfonin Från nya världen, op 95, fått nummer B.178. Man refererar ofta till Dvořáks verk med hjälp av B-numret (för Burghauser), även om de traditionella opusnumren fortfarande är vanliga.

### Symfonier

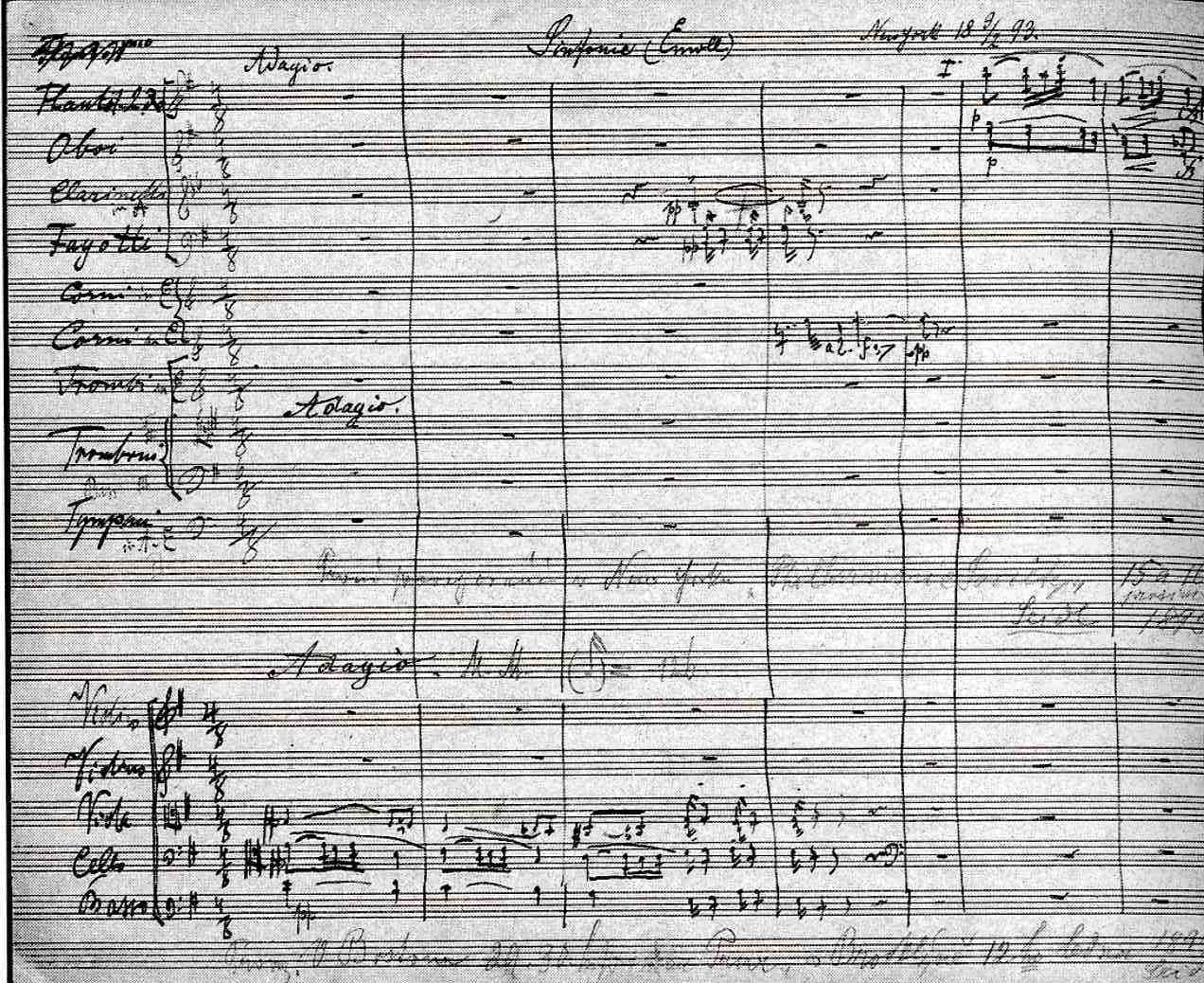
Första sidan av manuskriptet till Dvořáks nionde symfoni.

Ordningen för publiceringen av symfonierna
- Nr 6 (1881) – publicerad som "Nr 1", men Dvořák kallade den "Nr 5"
- Nr 7 (1885) – publicerad som "Nr 2", men Dvořák kallade den "Nr 6"
- Nr 5 (1888) – publicerad som "Nr 3, op. 76", men Dvořák kallade den "Nr 4, op. 24" i partituret
- Nr 8 (1890) – publicerad som "Nr 4", men Dvořák kallade den "Nr 7"
- Nr 9 (1894) – publicerad som "Nr 5", men Dvořák kallade den "Nr 8"
- Nr 3 (1912)
- Nr 4 (1912)
- Nr 2 (1959)
- Nr 1 (1961)

Ordningen i vilken symfonierna uppfördes
- Nr 3 (1874)
- Nr 5 (1879)
- Nr 6 (1881)
- Nr 7 (1885)
- Nr 2 (1888)
- Nr 8 (1890)
- Nr 4 (1892)
- Nr 9 (1893)
- Nr 1 (1936)

### Sceniska verk

#### Operor
- Alfred, hjälteopera i tre akter, libretto av Theodor Körner (1870)
- Kungen och kolaren, komisk opera i tre akter, libretto av Bernhardt J. Lobeský (Pseudonym för Bernhard Guldener) (1871/74/87), version II (1874)
- Tjockskallarna op. 17, komisk opera i en akt, libretto av Josef Stolba (1874)
- Vanda op. 25, tragisk opera i fem akter, libretto av Václav Beneš Šumavský (1875)
- Den listige bonden op. 37, komisk opera i två akter, libretto av Josef Otakar Veselý (1877)
- Dimitrij op. 64, historisk opera i fyra akter, libretto av Marie Červinková-Riegrová (1881/82/94)
- Jakobinen op. 84, opera i tre akter, libretto av Marie Červinková-Riegrová (1887/88/97)
- Djävulen och Katja op. 112, opera i tre akter, libretto av Adolf Wenig (1898/99)
- Rusalka op. 114, lyrisk saga i tre akter, libretto av Jaroslav Kvapil (1900)
- Armida op. 115, opera i fyra akter, libretto av Jaroslav Vrchlický (1902/03)

#### Skådespelsmusik
- Josef Kajetán Tyl op. 62, ouvertyr och skådespelsmusik till ett skådespel av František Ferdinand Šamberks (1882)

### Symfoniska dikter
Dvořáks symfoniska dikter hör till hans mest originella symfoniska verk.  Han skrev fem symfoniska dikter, alla 1896–1897. Vattumannen op. 107; Middagshäxan op. 108, Den gyllene spinnrocken op 109, Skogsduvan op. 110 och Heldenlied op. 111. De första fyra bygger på ballader av den tjeckiske folkloristen Karel Jaromír Erben. Heldenlied baseras på ett program av Dvořák och antas vara självbiografisk.

### Körverk
- Requiem, op. 89
- Stabat mater
- Te Deum
- Mässa i D-dur

### Konserter
- Konsert A-dur för cello och piano (1865)
- Romans f-moll för violin och orkester op. 11 (1873)
- Konsert g-moll för Klavier och orkester op. 33 (1876)
- Mazurka för violin och orkester op. 49 (1879)
- Konsert a-moll för violin och orkester op. 53 (1879/80)
- Konsert h-moll för cello och orkester op. 104 (1895)

### Kammarmusik
- 14 stråkkvartetter
- 2 pianokvintetter
- 3 stråkkvintetter
- 1 stråktrio, för två violiner och viola
- 2 pianokvartetter
- 1 stråksextett
- 4 pianotrior

## Filmer som innehåller musik av Dvořák (urval)
- 1989 – På väg med miss Daisy
- 1993 – Short Cuts
- 1995 – Sabrina
- 1996 – Larry Flynt - skandalernas man
- 2006 – The Departed